# نیکولو-کازانکا
نیکولو-کازانکا (انگلیسی: Nikolo-Kazanka) یک شهرک در شهرستان کاراایدلسکی استان باشقیرستان کشور روسیه است.